# Mextlapique
El mextlapique (del náhuatl michin, 'pescado', y tlapictli, 'envuelto en hoja') o tlapique, es una preparación mexicana de origen prehispánico que consiste en envolver filetes de pescado con nopales, cebolla y otras verduras y condimentos en hojas secas de maíz (totomoxtles) y tatemándolo en el comal. Con el tiempo, el plato ha evolucionado y, en la actualidad, no necesariamente tiene que ser pescado; también hay mextlapiques de carne o de vegetales. Se le suele comparar con el tamal ya que ambos se envuelven en hoja de maíz, sin embargo no se parecen ni en los ingredientes ni en el método de cocción.
«Tlapique» hace referencia tanto al platillo como a la técnica de cocción, y «mextlapique» también se refiere específicamente a un tipo de pescado, también llamado cuitlapétotl, iztacmichin o yacapitzáhuac, que se pesca en ríos y lagos mexicanos para preparar el mextlapique.

## Historia
Este plato es típico de Culhuacán, Tláhuac, Xochimilco, Zumpango y otras áreas chinamperas del centro de México, lugares con abundantes ríos y lagos. No obstante, en la actualidad, la desecación y contaminación de las aguas ha hecho que los «pescaditos» o «carpitas» que originalmente se usaban para preparar el mextlapique estén en su mayoría en peligro de extinción. Esto ha hecho que el mextlapique, como plato, se haya visto en la necesidad de evolucionar y los tlapiques que se cocinan hoy en día se rellenan con pescados de gran tamaño fileteados, en vez de pescaditos chicos enteros como era originalmente hace siglos.
Los peces de agua dulce son el grupo de animales vertebrados más amenazados en México, lo que da una idea de la dramática situación en la que se encuentra la salud de los ríos y lagos en el país. La carpa xochimilca, la carpa tlahuaquense y la carpa verde forman parte del grupo de pescaditos extinguidos que antiguamente eran parte de la dieta prehispánica del Lago de Texcoco. Pescaditos autóctonos como los charales, las carpitas aztecas, las carpitas de Balsas o la carpa blanca han sido sustituidos por pescados producidos en piscifactorías o del mar, como la tilapia, la mojarra, la trucha arcoíris, el róbalo, el bagre o la carpa.

## Variantes
Algunas recetas de mextlapique recogidas en los hogares del centro de México:
- Mextlapique de ajolote (en la actualidad prohibido pues está en peligro de extinción)
- Mextlapique de ancas de rana o atepocates (renacuajos)[1]
- Mextlapique de camarón
- Mextlapique de charales
- Mextlapique de guajolote
- Mextlapique de huevas de pescado
- Mextlapique de mollejas
- Mextlapique de nopal
- Mextlapique de pato
- Mextlapique de pescado blanco
- Mextlapique de queso panela
- Mextlapique de sesos
- Mextlapique de testículos de marrano
- Mextlapique de tripas

Los tlapiques rellenos de ingredientes del lago son los que tienen un origen prehispánico. Los tlapiques de carne o vísceras surgieron más tarde, en época colonial.

## Preparación
Los totomoxtles se deben rehidratar primero, se apilan uno sobre otro por lo menos tres capas y se unta con manteca. Adentro se pone el pescado, verduras, adobo o lo que uno desee. Se envuelve y se ata con hojas cortadas en tiras. En el comal o tlecuil caliente se cuece por aproximadamente 20 minutos, volteándolo frecuentemente. Es normal que las hojas externas queden chamuscadas, esto le aportará un particular sabor ahumado. Si no se dispone de hojas se puede usar, en su defecto, papel aluminio. Cuando el paquete despida un rico olor y deje de gotear querrá decir que ya está listo.

### Lectura complementaria
- Rush Miller, R. (2009). «Peces dulceacuícolas de México». Biodiversidad Mexicana. ISBN 978-607-7607-20-5. Consultado el 27 de abril de 2021.

- Datos: Q105812795
- Multimedia: Tlapique / Q105812795